# Kyösti Hämäläinen
Kyösti Hämäläinen (Helsinki, 16 september 1945) is een Fins voormalig rallyrijder.

## Carrière
Kyösti Hämäläinen begon zijn competitieve carrière in ijsraces, in 1965. Hij stapte vervolgens in 1969 over naar de rallysport. In 1973 won hij voor het eerst het Fins rallykampioenschap in de Groep 1 klasse, achter het stuur van een Alfa Romeo 2000 GTV. Hij volgde dit op met vier opeenvolgende titels in Groep 1, met een Sunbeam Avenger in 1975, en een Ford Escort tussen 1976 en 1978. In het laatstgenoemde jaar stapte hij over naar een Groep 2 Ford Escort, en won hij daarmee in deze klasse acht keer achter elkaar de Finse titel, tussen 1978 en 1986.
Hämäläinen was in deze periode ook jaarlijks actief in het wereldkampioenschap rally, voornamelijk in zijn thuisrally in Finland. Als specialist van het evenement wist hij de 1977 editie van de rally op zijn naam te schrijven in een fabrieksgesteunde Ford Escort RS1800. Hij gebruikte hiervoor niet de zogenaamde 'pacenotes' (directe aanwijzingen) voor de rally, maar maakte in plaats daarvan als lokale rijder grotendeels gebruik van zijn uitgebreide kennis van de betreffende wegen. Tot eind jaren tachtig bleef hij actief in dit evenement, al wist hij dit succes nooit meer te evenaren.

## Complete resultaten in het wereldkampioenschap rally
| Seizoen | Inschrijving                           | Auto                    | 1   | 2       | 3      | 4   | 5   | 6      | 7       | 8       | 9       | 10      | 11    | 12  | 13  | Pos. | Punten |
| ------- | -------------------------------------- | ----------------------- | --- | ------- | ------ | --- | --- | ------ | ------- | ------- | ------- | ------- | ----- | --- | --- | ---- | ------ |
| 1973    | Suomen Koneliike Oy                    | Alfa Romeo 2000 GTV     | MON | ZWE     | POR    | KEN | MAR | GRI    | POL     | FIN DNF | OOS     | ITA     | VST   | GBR | FRA | N/A  | N/A    |
| 1974    | Suomen Koneliike Oy                    | Alfa Romeo 2000 GTV     | POR | KEN     | FIN 17 | ITA | CAN | VST    | GBR     | FRA     |         |         |       |     |     | N/A  | N/A    |
| 1975    | Teboil Racing Team                     | Sunbeam Avenger         | MON | ZWE     | KEN    | GRI | MAR | POR    | FIN 9   | ITA     | FRA     | GBR 36  |       |     |     | N/A  | N/A    |
| 1976    | Ford Motor Co Ltd.                     | Ford Escort RS2000      | MON | ZWE     | POR    | KEN | GRI | MAR    | FIN DNF | ITA     | FRA     |         |       |     |     | N/A  | N/A    |
| 1976    | Peter Clarke Autos / Ford Sure Service | Ford Escort RS2000      |     |         |        |     |     |        |         |         |         | GBR DNF |       |     |     | N/A  | N/A    |
| 1977    | Kyösti Hämäläinen                      | Ford Escort RS2000      | MON | ZWE 5   | POR    | KEN | NZL | GRI    |         |         |         |         |       |     |     | N/A  | N/A    |
| 1977    | Ford Motor Co Ltd.                     | Ford Escort RS1800      |     |         |        |     |     |        | FIN 1   | CAN     | ITA     | FRA     | GBR 6 |     |     | N/A  | N/A    |
| 1978    | Ford Motor Co Ltd.                     | Ford Escort RS1800      | MON | ZWE     | POR    | KEN | GRI | FIN 8  | CAN     | ITA     | IVK     | FRA     | GBR   |     |     | N/A  | N/A    |
| 1979    | VMJ-Racing Oy                          | Mercedes-Benz 300D      | MON | ZWE     | POR    | KEN | GRI | NZL    | FIN DNF | CAN     | ITA     | FRA     | GBR   | IVK |     | –    | 0      |
| 1980    | Oy Konela AB                           | Lada VAZ 21011          | MON | ZWE     | POR    | KEN | GRI | FIN 18 | NZL     | ITA     | FRA     | GBR     | IVK   |     |     | –    | 0      |
| 1981    | VMJ-Racing Oy                          | Ford Escort RS          | MON | ZWE DNF | POR    | KEN | FRA | GRI    | ARG     | BRA     |         |         |       |     |     | –    | 0      |
| 1981    | Team Ralliart                          | Mitsubishi Lancer Turbo |     |         |        |     |     |        |         |         | FIN 11  | ITA     | IVK   | GBR |     | –    | 0      |
| 1982    | Autoracing Oy                          | Ford Escort RS          | MON | ZWE     | POR    | KEN | FRA | GRI    | NZL     | BRA     | FIN DNF | ITA     | IVK   | GBR |     | –    | 0      |
| 1985    | Ford Finland                           | Ford Escort RS Turbo    | MON | ZWE     | POR    | KEN | FRA | GRI    | NZL     | ARG     | FIN 28  | ITA     | IVK   | GBR |     | –    | 0      |
| 1986    | Kyösti Hämäläinen                      | Ford Sierra XR 4x4      | MON | ZWE     | POR    | KEN | FRA | GRI    | NZL     | ARG     | FIN DNF | IVK     | ITA   | GBR | VST | –    | 0      |
| 1987    | Kyösti Hämäläinen                      | Ford Sierra RS Cosworth | MON | ZWE     | POR    | KEN | FRA | GRI    | VST     | NZL     | ARG     | FIN DNF | IVK   | ITA | GBR | –    | 0      |
| 1988    | Kyösti Hämäläinen                      | Ford Sierra RS Cosworth | MON | ZWE     | POR    | KEN | FRA | GRI    | VST     | NZL     | ARG     | FIN 15  | IVK   | ITA | GBR | –    | 0      |

#### Noot
- Het wereldkampioenschap rally concept van 1973 tot en met 1976, hield in dat er enkel een kampioenschap open stond voor constructeurs.
- In de seizoenen 1977 en 1978 werd de FIA Cup for Drivers georganiseerd. Hierin meegerekend alle WK-evenementen, plus 10 evenementen buiten het WK om.

#### Overwinningen
| # | Seizoen | Rally                 | Navigator        | Auto               |
| - | ------- | --------------------- | ---------------- | ------------------ |
| 1 | 1977    | 27th 1000 Lakes Rally | Martti Tiukkanen | Ford Escort RS1800 |